# Lauren Kinsella

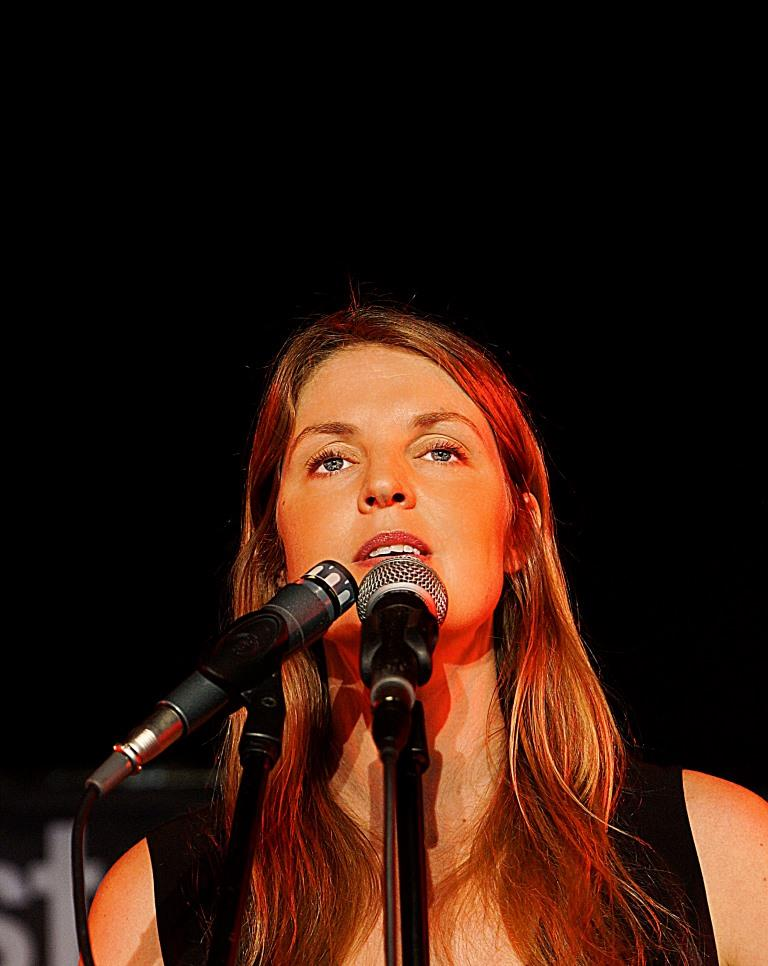
Lauren Kinsella

Lauren Kinsella (* 1983 in Dublin) ist eine irische Jazz- und Improvisationsmusikerin (Gesang, Komposition).

## Leben und Wirken
Kinsella zog 2010 nach London, wo sie den Master an der Royal Academy of Music in London erwarb. Nach einem Duo mit Sarah Buechi (Sessile Oak, 2009) arbeitete sie zunächst in der britischen Jazzszene u. a. mit Laura Jurds Chaos Orchestra (Island Mentality) und in der Formation Thought-Fox. Mit Alex Huber legte sie 2012 die gemeinsame Produktion All This Talk About (Wide Ear Records) vor. Sie spielte ferner im Duo mit dem Saxophonisten Tom Challenger und im Sextett Abhra um den französischen Saxophonisten Julien Pontvianne. Daneben trat sie in dem Projekt Somewhere in Between auf dem Birmingham Literature Festival mit dem Schauspieler Peter Campion auf; außerdem arbeitete sie mit Ian Wilson (I Burn for You) und im Theaterprojekt The Last Siren. Später wirkte sie im Duo Snowpoet mit dem Pianisten Chris Hyson, das bisher drei Alben vorlegte, und zudem mit Ruth Goller (Skylla, 2021; Skyllumina, 2024) und Of Cabbages and Kings.
Kinsella wurde 2013 mit dem Kenny Wheeler Prize ausgezeichnet; 2015 war sie Stipendiatin des Birmingham Jazzlines Fellowship. Außerdem erhielt sie Kompositionsaufträge von BBC Radio 3 und des Marsden Jazz Festival. 2016 erhielt sie PRS for Music Foundation Women Make Music Award, 2017 ein Stipendium der Arts Foundation.
Kinsella unterrichtet Jazz am Leeds College of Music.

## Diskographische Hinweise
- Thought-Fox: My Guess  (Diatribe Recordings, 2013, mit Colm O’Hare, Tom Gibbs, Mick Coady, Simon Roth)
- Julien Pontvianne, Francesco Diodati, Hannah Marshall, Alexandre Herer, Matteo Bortone, Lauren Kinsella: Abhra (Onze Heures Onze, 2016)
- Blue-Eyed Hawk: Under the Moon (Edition, 2014, mit Laura Jurd, Alex Roth, Corrie Dick)
- Snowpoet: Thought You Knew (Edition, 2018, mit Josh Arcoleo, Matthew Robinson, Nicholas Costley-White, Chris Hyson, Dave Hamblett)
- Snowpoet: Wait for Me (Edition, 2021, mit Josh Arcoleo, Alice Sawadski, Matthew Robinson, Alex Haines, Chris Hyson, Dave Hamblett, Lloyd Haines)
- Shadowland: Ombres (BMC Records 2024, mit Robin Fincker, Kit Downes)
- Snowpoet: Heartstrings (2025 mit  Josh Arcoleo, Matthew Robinson,m, Chris Hyson, Dave Hamblett)